# Yang Liujing
Yang Liujing (22 de agosto de 1998) es una deportista china que compite en atletismo, especialista en la disciplina de marcha. Ganó una medalla de bronce en el Campeonato Mundial de Atletismo de 2019, en la prueba de 20 km marcha.

## Palmarés internacional
| Campeonato Mundial | Campeonato Mundial | Campeonato Mundial | Campeonato Mundial |
| Año                | Lugar              | Medalla            | Prueba             |
| ------------------ | ------------------ | ------------------ | ------------------ |
| 2019               | Doha (Catar)       | Medalla de bronce  | 20 km marcha       |